# Chelatacja

Chelat EDTA z metalem

Chelatacja, chelatowanie, chelacja (gr. chele – kleszcze, szczypce kraba) – reakcja chemiczna tworzenia chelatu, czyli kompleksowego związku chemicznego o cząsteczce złożonej z organicznej struktury pierścieniowej wielopodstawnego ligandu (pochodzącej z tzw. chelatora, czyli czynnika chelatującego) i związanego z nią kilkoma wiązaniami jonu centralnego – kationu metalu. Nazwa nawiązuje do chwycenia kationu jakby w kleszcze wiązań struktury pierścieniowej.
Przykładami chelatów są:
- chelat magnezu – chlorofil,
- chelat żelaza – hemoglobina.

## Odkrycie reakcji i pierwsze zastosowania
Teorię wiązań metal-ligand, która stała się podstawą praktycznych zastosowań chelatacji w przemyśle i medycynie, opracował w 1893 Alfred Werner, a rozwinęli w 1920 Morgan i Drew.
W latach 30 XX wieku reakcje chelatacji były już powszechnie stosowane. Na przykład w przemyśle tekstylnym jako chelator wapnia był stosowany kwas cytrynowy. Sole tego kwasu używane były w medycynie (laboratoryjnej analityce medycznej i transfuzjologii) jako antykoagulant.
W Niemczech opracowano pierwszą metodę syntezy kwasów poliaminokarboksylowych, jednym z których był EDTA (patent 1935). Bersworth opracował udoskonaloną metodę syntezy EDTA (patent 1943). EDTA zaczęto stosować jako antykoagulant.